# Gli dei a Tebe
Gli dei a Tebe è un'opera lirica in tre atti di Ermanno Wolf-Ferrari su libretto di Mario Ghisalberti, rappresentata per la prima volta all'Opernhaus di Hannover il 4 giugno 1943. La prima rappresentazione utilizzò la traduzione del libretto in tedesco (Der Kuckuck in Theben) realizzata da Franz Rau. Ghisalberti aveva a sua volta derivato il libretto da un lavoro dell'editore Ludwig Strecker, che scriveva libretti con lo pseudonimo di Ludwig Andersen.
Dopo gli spettacoli ad Hannover l'opera venne ancora rappresentata a Stettino nel settembre 1943, a Friburgo nel febbraio 1948, a Treviri nel maggio 1948. In tempi più recenti si ha notizia di allestimenti a Monaco di Baviera nel 1964 e a Berlino nel 1965 e 1966.

## Trama
La vicenda, ambientata nell'antica Tebe, è incentrata sul tentativo di Zeus di sostituirsi ad Anfitrione, di ritorno da una guerra, per avere un'avventura con sua moglie Alcmene. Il tentativo fallisce per l'intervento della moglie di Zeus, Era, che ha capito le intenzioni del marito.
Il cuculo del titolo della traduzione tedesca si riferisce ad un uccello che Alcmene vorrebbe dare in offerta ad Era. La dea dice ad Alcmene di non consumare la notte con Anfitrione, quando lui sarà tornato, fino a che il cuculo non avrà cantato. In questo modo Zeus, che si è presentato ad Alcmene nelle vesti di Anfitrione, è costretto, insieme ad Alcmene, ad attendere il mattino nel tempio presso l'altare di Era. Al mattino Era fa in modo che Alcmene si incontri con il vero Anfitrione e il progetto di Zeus sfuma.